# Boumdeid
Boumdeid (arabisch بومديد) ist eine Stadt in der Verwaltungsregion Assaba in Mauretanien und ist Hauptstadt des Départements Boumdeid.

## Geographie
Der Hauptort der Gemeinde Boumdeid liegt 494 Kilometer östlich von Nouakchott auf etwa 182 m Meereshöhe im südlichen Zentrum des Landes als Oase am Westrand der Senke El Hodh unterhalb der Abbruchkante des hier auf über 500 m Höhe aufragenden Tagant-Plateaus.
Durch einen Taleinschnitt in das Plateau westlich von Boumdeid führt das Bett des Oued Ghlîg Ould Adda südlich am Ort vorbei. In Höhe der Ortslage wurde ein 1200 Meter langer Staudamm durch sein Bett gezogen um die Sturzfluten nach gelegentlichen Regenfällen zur Grundwasseranreicherung aufzufangen.

## Bevölkerung
Die Bevölkerungszahl der Gemeinde hat in den Jahren 2000 bis 2023 von 4611 auf 5317 Einwohner zugenommen. Der Hauptort selbst hat 2418 Einwohner (2023). Daneben gibt es noch 12 andere bewohnte Orte.